# Йосиф Хаджистоянов
Йосиф Иванов Хаджистоянов (изписване до 1945 година: Йосифъ хаджи Стояновъ) е български инженер, считан за един от големите майстори на сецесиона, оставил ярка следа в архитектурата на Варна.

## Биография
Роден е през 1880 г. в Кюстенджа (днес Констанца, Румъния). По произход е от стар котленски род.
Гимназиалното си образование завършва в Италия. Следва в Техническия университет в Шарлотенбург, Германия, където се дипломира като хидро- и строителен инженер (1905 г.).
Йосиф Хаджистоянов се установява да живее във Варна. Работи в Техническата служба на Община Варна, както и на частна практика. Създава редица сгради, образци на сецесионовата архитектура, сред които са Доходното здание на Жозефина Фройнд (1912), домът на търговеца Стефан Милков, известен като „Усмихнатата къща“ (1912), търговският дом на Сава Китринополу (1912 г.), къщата на д-р Христофор Ловенич (1914 г.) и много други. Собственик е на фабриката за марсилски керемиди и тухли в град Девня.
Участва в Първата световна война като запасен поручик, взводен командир в Четвърта артилерийска бригада. Награден е с орден „За храброст“, IV степен.
През 1936 г. Йосиф Хаджистоянов за кратко е кмет на Варна (от март до октомври).
Същата година е поканен от инж. Мусман в София. Умира в София през 1939 г.